# Симоново (Пустошкинський район, поблизц Ясів)
Симоново (рос. Симоново) — присілок в Пустошкинському районі Псковської області Російської Федерації.
Населення становить 11 осіб. Входить до складу муніципального утворення Алольська волость.

## Історія
Від 2015 року входить до складу муніципального утворення Алольська волость.

## Населення
| 2010 |
| ---- |
| 11   |